# Шуазёль, Гастон-Жан-Батист де
Гастон-Жан-Батист де Шуазёль (фр. Gaston-Jean-Baptiste de Choiseul; 1659, Блуа — 23 октября 1705, Милан), граф д'Отель, маркиз де Прален — французский генерал.

## Биография
Сын Ферри IV де Шуазёля, графа д'Отеля, первого палатного дворянина герцога Орлеанского, и Франсуазы Менардо, внук Ферри III де Шуазёля, графа д'Отеля, и внучатый племянник маршала дю Плесси-Пралена.
Был крещен 22 мая 1659 в Сен-Сюльписе в Париже, восприемниками при крещении были Гастон Орлеанский и его старшая дочь Анна де Монпансье.
Первоначально известный как граф д'Отель, поступил в 1676 году волонтером в войска герцога Люксембурга и сражался под Кокесбергом. Лейтенант в полку Короля (1677), отличился при осаде и взятии Валансьена, одним из первых в марте 1677 ворвавшись в город. В том же году участвовал в битве при Касселе и осаде Сент-Омера. В 1678 году участвовал в осадах Гента и Ипра, в ходе которой был опасно ранен в голову.
В 1683 году принял титул маркиза де Пралена, вступив в брак с наследницей этого маркизата. В том же году участвовал в осаде Куртре и взятии Диксмёйде. 21 марта 1684 получил роту в кавалерийском полку Короля. 7 апреля, после отставки тестя, маркиза де Пралена, получил должности генерального наместника Шампани в бальяжах Лангра, Труа и Санса, и губернатора Труа (зарегистрирован Парламентом 30.06.1686). В том же году служил в армии, прикрывавшей осаду Люксембурга. В 1685, 1686 и 1687 годах служил в лагере на Соне.
Кампмейстер кавалерийского полка Пралена (14.06.1688), купленного у маркиза д'Эдикура 2 августа 1688. В 1689 году служил во Фландрской армии маршала Юмьера, сражался в битве при Валькуре. В 1690 году под командованием маршала Люксембурга сражался в битве при Флёрюсе, в 1691-м участвовал во взятии Монса и битве при Лёзе, в 1692-м в осаде Намюра и битве при Стенкерке, в 1693 году в битве при Неервиндене, где его полк был сильно потрепан. Кампмейстер-лейтенант Королевского Руссильонского кавалерийского полка (29.08.1693), отказался от командования своим прежним полком. Участвовал в осаде Шарлеруа.
Бригадир (28.04.1694). Служил во Фландрской армии Монсеньора, участвовал в марше от Виньямона к Эспьерскому мосту, в 1695 году был при бомбардировке Брюсселя маршалом Вильруа. Пытаясь оказать помощь осажденному Намюру, маршал направил для форсирования Мееньской линии кавалерийские бригады Пралена и Сустерона, которые переправились через Меень и 2 октября вступили в бой с сорока эскадронами союзников. Герцог де Сен-Симон, воевавший вместе с Праленом в 1693 и 1697 годах, пишет, что маркиз изрядно отличился в этом деле. В 1696—1697 годах воевал в Рейнской армии маршала Шуазёля.
Приказом от 13 августа 1698 назначен в Кудёнский лагерь под Компьеном. 31 марта 1701 направлен в Итальянскую армию, сражался в битвах при Карпи и Кьяри и провел зиму в Кремоне, где командовал кавалерией. Кампмаршал (29.01.1702), сложил командование полком. Доблесть, проявленная маркизом при защите Кремоны 1 февраля, была отмечена королем, который 9-го отдельным приказом произвел Шуазёля в генерал-лейтенанты, при том, что кампмаршальский патент еще не был доставлен в войска. По словам Сен-Симона, во время Кремонского сражения, когда управление войсками было потеряно, Прален «встал во главе ирландских батальонов, которые под его командованием творили чудеса», очистив от неприятеля центральную площадь и прилегающие улицы, после чего маркиз убедил командование в необходимости взорвать мост через По, чтобы лишить имперцев возможности направить усиление войскам, штурмовавшим город. Сен-Симон сообщает, что стремительное производство маркиза де Пралена из бригадиров в генерал-лейтенанты вызвало зависть у придворных и привело в ярость их жен, а потому «безмерные восхваления постепенно сменились  
сожалениями о полученном им вознаграждении».
Сражался в битве при Луццаре, затем командовал франко-испанскими войсками в Мантуанском герцогстве, куда был назначен губернатором.
Служил при осадах Верчелли (1704), Верруи (1705), отличился в битве при Кассано 16 августа 1705, где командовал пехотой. Был ранен ружейной пулей, раздробившей руку, но не вышел из боя, пока не получил второе ранение: мушкетная пуля ударила маркиза в корпус, повредив бедро. Через два месяца умер от ран в Миланском дворце, перенеся, по словам Морери, «невероятные страдания с героической стойкостью».

Прален, буквально творивший чудеса в этом бою как солдат и как командир, повел в атаку бригаду Морского полка, изменив таким образом ход сражения, но сам получил смертельную рану. Вот так погибают при исполнении рядовых  обязанностей знатные сеньоры, коим выдающиеся способности позволили бы с честью нести бремя великих свершений в делах войны и мира, если бы высокое происхождение и достоинства не стали тому неодолимой помехой, особенно когда оные сочетаются с возвышенной душой, не знающей ничего, кроме истины, и не ведающей низких путей. (…) Мне было утешением узнать, что за те три или четыре месяца, что он прожил после своего ранения, ему открылось самое главное, и перед кончиной он явил столько же твердости духа и христианского смирения, сколько в жизни являл безупречной честности и храбрости.— Сен-Симон. Мемуары. 1701—1707. Кн. II. — С. 693

## Семья
Жена (7.1683): Мари-Франсуаза де Шуазёль (1653—1721), маркиза де Прален, дочь Франсуа де де Шуазёля, маркиза де Пралена, и Шарлотты д'Отфор
Дочь:
- Шарлотта-Франсуаза (ок. 1684—7.12.1743). Муж (13.07.1711): Клод-Александр де Пон (1683—1770), граф де Ренпон, маркиз де Прален